# Kuehneromyces mutabilis
Kuehneromyces mutabilis (Schaeff.) Singer & A.H. Sm., 1946 è un fungo della famiglia Strophariaceae, commestibile dal buon sapore.

## Etimologia
Il nome deriva dal latino mutabilis, mutevole, per via della sua proprietà igrofana, che gli fa cambiare il colore al variare dell'umidità.

## Descrizione della specie

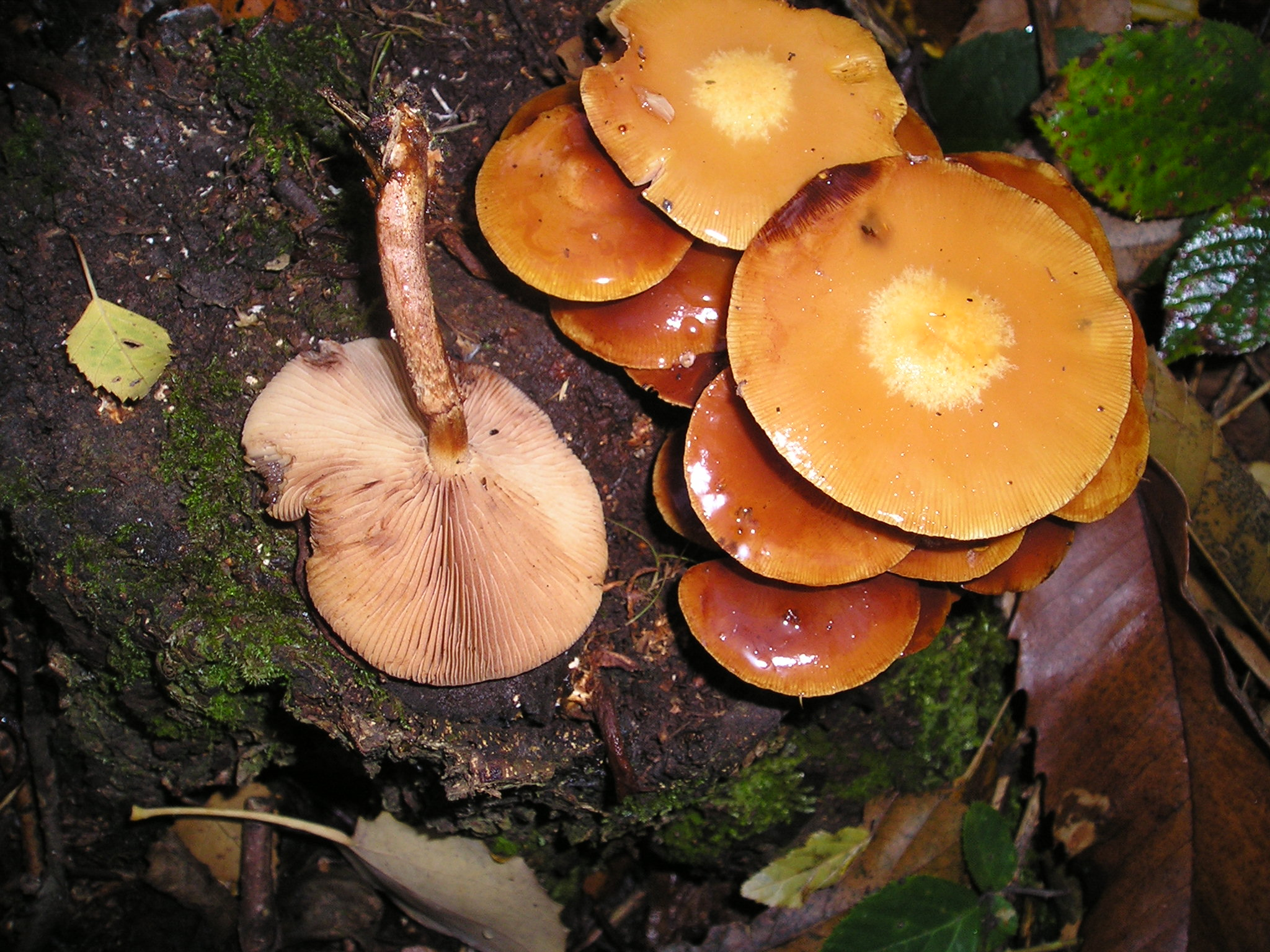
Kuehneromyces mutabilis

### Cappello
Il cappello è convesso, poi espanso e solitamente umbonato, liscio, igrofano; color bruno-giallastro, pallido con l'età e il secco; margine sottile e sinuoso.

### Lamelle
Le lamelle sono annesse, fitte, ocraceo chiaro, poi bruno-giallastro.

### Gambo
Il gambo è sodo e tenace, biancastro all'apice, bruno-giallastro in basso, coperto da squamette sotto l'anello.

### Anello
L'anello è membranoso, fugace, concolore al gambo.

### Carne
Biancastra, sfumata di bruno.
- Odore: marcatamente fungino (e non di farina!).
- Sapore: gradevole.

### Caratteri microscopici
Spore
Ovoidali o leggermente a mandorla, ocra-scuro in massa.

## Distribuzione e habitat
Cresce in densi cespi su vecchi tronchi e ceppaie di latifoglie, primavera-inverno.

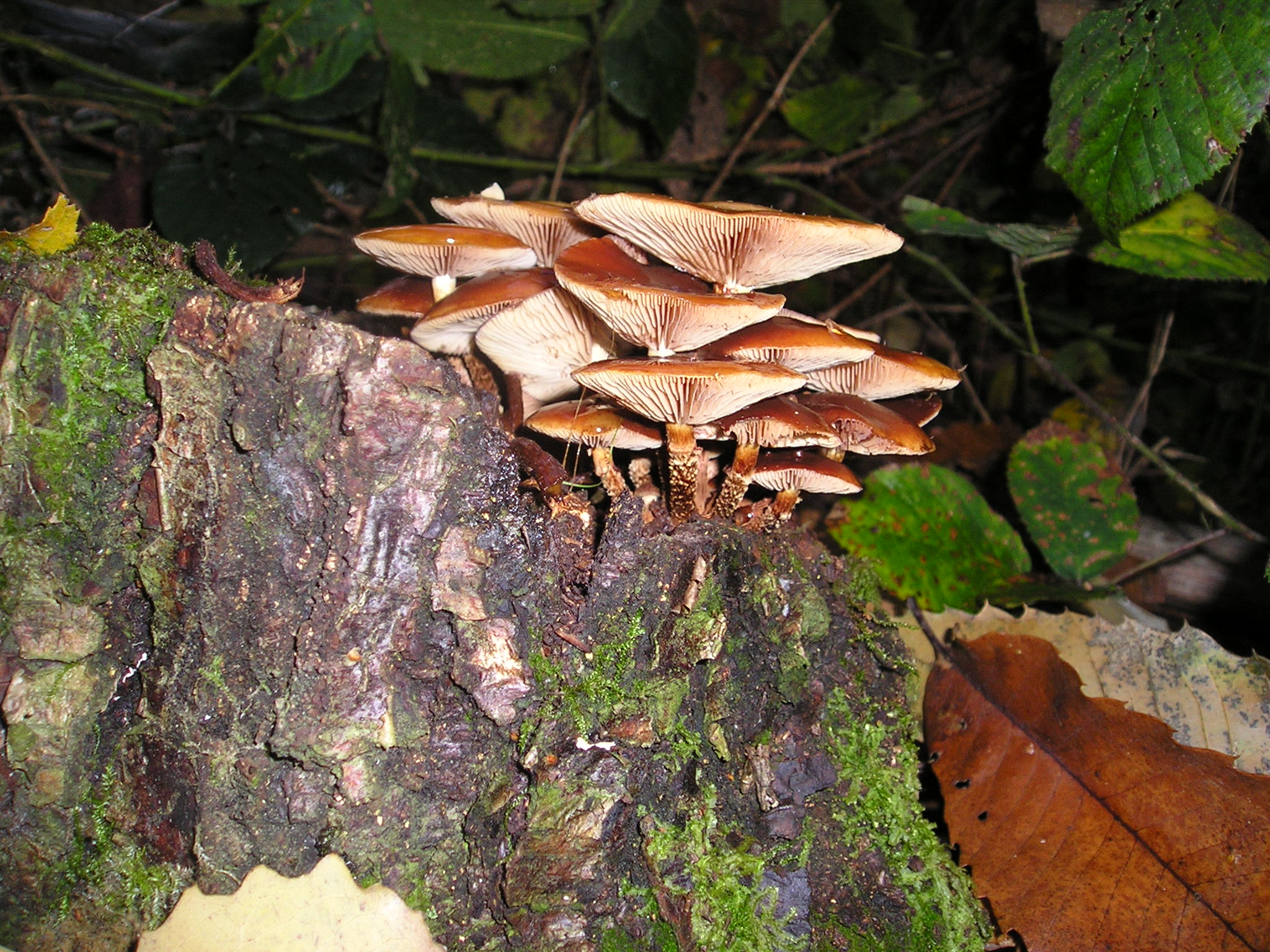
Cespo di K. mutabilis

## Commestibilità
Ritenuto ottimo commestibile, ma deve essere raccolto con estrema cautela, data la confusione con la mortale Galerina marginata.

## Tassonomia

### Specie simili
- Galerina marginata (mortale), da cui si distingue per l'assenza dell'odore di farina.

Notare la forte somiglianza fra K. mutabilis e la pericolosissima G. marginata.

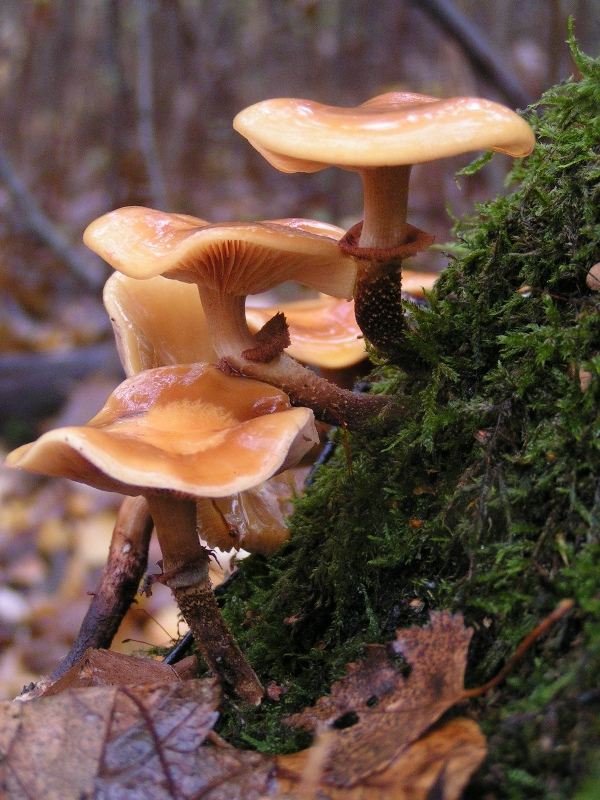
K. mutabilis
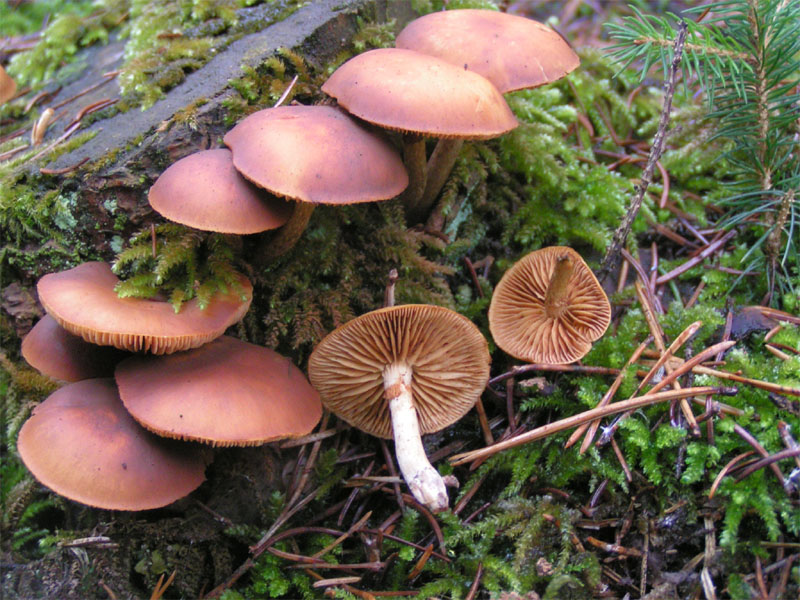
Galerina marginata

- Armillaria mellea.
- Armillaria tabescens.

## Sinonimi e binomi obsoleti
- Agaricus mutabilis Schaeff., Fungorum qui in Bavaria et Palatinatu circa Ratisbonam nascuntur 4: 6 (1774)
- Dryophila mutabilis (Schaeff.) Quél., Enchiridion Fungorum, in Europa Media Præsertim in Gallia Vigentium (Paris): 69 (1886)
- Galerina mutabilis (Schaeff.) P.D. Orton, Trans. Br. mycol. Soc. 43: 176 (1960)
- Kuehneromyces mutabilis (Schaeff.) Singer & A.H. Sm., Mycologia 38(5): 505 (1946) var. mutabilis
- Kuehneromyces mutabilis var. major Bon, Docums Mycol. 22(no. 88): 44 (1993)
- Lepiota caudicina Gray, A Natural Arrangement of British Plants (London) 1: 603 (1821)
- Pholiota mutabilis (Schaeff.) P. Kumm., Die Pilzkunde: 83 (1871)
- Pholiota mutabilis (Schaeff.) P. Kumm., Führ. Pilzk. (Zerbst): 83 (1871) f. mutabilis[2]